# František Pfaff
František Pfaff (19. července 1875, Jaroměřice nad Rokytnou – 27. srpna 1960, Praha) byl český veterinář.

## Biografie
František Pfaff se narodil v roce 1875 v Jaroměřicích nad Rokytnou, vystudoval gymnázium v Třebíči, po maturitě odešel do Vídně, kde nastoupil na studium veterinárního lékařství. V roce 1896 absolvoval a vrátil se do Jaroměřic, kde mezi lety 1897 a 1898 působil jako městský zvěrolékař, následně odešel do Jemnice, kde pracoval jako zvěrolékař do roku 1901 a posléze odešel do Vídně, kde mezi lety 1901 a 1904 působil jako asistent na patologickém ústavu Vysoké školy zvěrolékařské. V roce 1904 nastoupil na bakteriologický kurz na Vysoké škole zvěrolékařské, kde se věnoval výzkumu infekčních chorob u kanárků, jednu z nich objevil a původce choroby byl pojmenován jeho jménem (Pasteurella Pfaffi). V roce 1905 odešel do Baden Badenu, ale brzy se vrátil do Čech, kde v roce 1907 působil jako zvěrolékař v Příbrami. V roce 1908 odešel do Chorvatska, kde pracoval jako zvěrolékařský delegát, v roce 1909 se však přesunul do Vídně, kde se stal vedoucím veterinární diagnostické laboratoře na patologickém ústavu Vysoké školy zvěrolékařské, v roce 1912 obhájil disertaci a získal titul doktora veterinární medicíny, ve Vídni pracoval do roku 1915.
Posléze odešel do Ústavu pro výrobu očkovacích látek v Mödlingu, ale již roku 1917 odešel do pražského Zvěrolékařského ústavu k profesoru Kašpárkovi a od roku 1918 pracoval jako ředitel Státního ústavu pro rozpoznávání zvířecích nákaz a výrobu veterinárních očkovacích látek, tam pracoval na vývoji a výzkumu očkovacích látek, v roce 1922 se ústav přestěhoval do Ivanovic na Hané, kde ústav vedl Karel Macek. V roce 1926 nastoupil na ministerstvo zdravotnictví jako přednosta samostatného veterinárního odboru, posléze působil jako veterinární referent I. odboru, v roce 1931 byl jmenován ministerským radou a řádným členem zdravotní rady, posléze byl jmenován vedoucím oddělení hygieny potravin živočišného původu a prevence nákaz přenosných ze zvířat na člověka. Na ministerstvu pracoval až do odchodu do důchodu v roce 1939.